# Аксенов, Владимир Сергеевич
Владимир Сергеевич Аксенов (род. 23 января 1996, Пенза) — российский регбист, играющий на позиции левого столба и правого столба в команде «Кубань» и в сборной России по регби-7. Мастер спорта России.

## Карьера
Владимир узнал о регби в 10 лет от своего учителя русского языка. Позже начал тренироваться под началом Лыкова Александра Петровича. Дебютировал в сезоне 2014 года в команде Империя, затем в 2015 году вступил в ряды Кубани.
Владимир выступал в молодежной сборной России. В дальнейшем Владимир становится постоянным игроком сборной России по регби-7.